# Улица Вересова (Великий Новгород)
Улица Ве́ресова — находится в Великом Новгороде, в северной части Софийской стороны.
Начинается перпендикулярно Большой Санкт-Петербургской и проходит в направлении Волхова. Протяжённость — 260 м.
Была образована решением Новгорисполкома 15 июня 1976 года. Название получила в честь Героя Советского Союза уроженца Новгорода Вересова Виктора Ивановича.